# Marie-Louise Berg
Marie-Louise Berg, ogift Santesson, född 29 juni 1854 i Kungsholms församling i Stockholm, död 20 mars 1938 i Hedvig Eleonora församling i Stockholm, var en svensk aktivist.
Marie-Louise Berg var dotter till professor Carl Gustaf Santesson och friherrinnan Wilhelmina von Düben, som var hovdam hos kronprinsessan Lovisa. År 1881 ingick hon äktenskap med professor John Berg (1851–1931). 
Berg var styrelseledamot i en rad föreningar av social karaktär. Hon var en framträdande medlem i Svenska drägtreformföreningen och var dess ordförande 1889–1892.